# Helmut Roleder
Helmut Roleder (Freital, 1953. október 9. –) nyugatnémet válogatott német labdarúgó, kapus.

## Pályafutása

### Klubcsapatban
Az SV Ebersbach csapatában kezdte a labdarúgást, majd a VfB Stuttgart korosztályos csapataiban folytatta, ahol 1972-ben mutatkozott be az első csapatban. Tagja volt az 1983–84-es idényben bajnokságot nyert együttesnek. 1986-ban vonult vissza az aktív labdarúgástól Összesen 347 Bundesliga mérkőzésen szerepelt.

### A válogatottban
1984-ben egy alkalommal védett a nyugatnémet válogatottban egy Szovjetunió elleni mérkőzésen, ahol csereként állt be. Tagja volt 1984-es franciaországi Európa-bajnokságon részt vevő csapatnak, de pályára nem lépett.

## Sikerei, díjai
VfB Stuttgart
- Nyugatnémet bajnokság (Bundesliga)
  - bajnok: 1983–84
  - 2.: 1978–79
- Nyugatnémet kupa (DFB-Pokal)
  - döntős: 1986